# Psykofarmaka
Psykofarmaka är ett samlingsnamn för läkemedel som riktar sig mot psyket. De används inom tre indikationsområden:
- Psykoser (antipsykotika, neuroleptika)
- Depressioner (antidepressiva läkemedel)
- Sömnproblem, ångest, oro och ängslan (lugnande läkemedel)

Psykofarmaka används för att lindra eller underhållsbehandla olika, ofta kroniska, psykiatriska tillstånd. Denna grupp läkemedel kan inte i sig bota sjukdomen, men mildrar (eller tillfälligt tar bort) symptomen.
En läkare specialiserad på psykofarmaka och psykiska sjukdomar benämns som psykiater.
Psykofarmaka ges ibland i kombination med psykoterapi, så som Kognitiv beteendeterapi eller Psykodynamisk psykoterapi. Svensk vård har dock kritiserats av bland andra föreningen Mind för ett för stort fokus på läkemedel.